# Battaglia di San Salvador (1641)
La battaglia di San Salvador del 1641, detta anche prima battaglia di San Salvador, si svolse nell'agosto del 1641 al largo della costa di Keelung, nel territorio delle Indie orientali spagnole (attuale Taiwan), nell'ambito della guerra degli ottant'anni.

## Antefatto
Un mercantile cinese portò agli olandesi nell'area la notizia che gli spagnoli volevano ritirarsi ed abbandonare Formosa e stavano solo aspettando il permesso del re per farlo. Gli olandesi si erano da tempo interessati ad ottenere una qualche influenza nella parte settentrionale dell'attuale Taiwan dal momento che avevano ricevuto la notizia della presenza di alcune miniere aurifere. Dopo aver preso contatti con gli aborigeni di Danshui, gli olandesi decisero di lanciare il loro attacco all'isola.
Il governatore eletto olandese di Formosa, Paulus Traudenius, informò il governatore spagnolo delle intenzioni della flotta olandese.
Il governatore spagnolo, ad ogni modo, non era particolarmente incline a cedere i possedimenti affidatigli e rispose altrettanto gentilmente:

## L'assedio

Collocazione di Keelung, nell'odierno Taiwan

Nell'agosto del 1641, la spedizione olandese salpò dalla baia di Jilong per studiare la posizione degli spagnoli e, se fosse stato possibile, catturare San Salvador. Avvisati dagli aborigeni alleati, gli spagnoli si prepararono all'attacco. I soldati olandesi sbarcarono sulle rive dell'isola. Dal momento che il governatore spagnolo aveva categoricamente vietato agli aborigeni di cercare rifugio nella fortezza, molti si portarono sulle montagne circostanti. Gli olandesi portarono con loro circa 500 aborigeni e poterono entrare a Kimaurri senza opposizione. Gli olandesi trascorsero la notte in città e la mattina successiva scalarono la collina dietro al villaggio per procedere ad analizzare le posizioni degli spagnoli col cannocchiale. Per quanto però gli olandesi superassero di gran numero gli spagnoli e vantavano il supporto di centinaia di aborigeni, il comandante olandese realizzò come il nemico avesse cannoni a sufficienza per sopportare un vero e proprio assedio e per questo decise di desistere dall'attacco. Gli olandesi ripresero la loro marcia verso il mare e, lasciando Kimaurri, incendiarono il villaggio.

## Conseguenze
Gli spagnoli osservarono la partenza degli olandesi e ne furono impressionati per il numero di alleati che questi erano stati in grado di attrarre alla loro causa. "Il nemico" scriveva un soldato "copriva l'intero corso del fiume Danshui [...], con un numero tale di indiani che dalla fortezza potevamo vederli intervallarsi alle colline e [realizzammo] che questi [gli indiani] erano veramente un esercito". Tornando da San Salvador nella parte meridionale di Formosa, gli olandesi fecero un accordo con i nativi Danshui, promettendo loro protezione contro i loro nemici. Poco dopo, degli emissari danshui si portarono nel quartier generale olandese a Zeelandia e, secondo il resoconto olandese, offrirono la loro terra agli olandesi come pure avevano fatto negli anni '30 del Seicento diversi villaggi nella parte sudorientale dell'isola. Il bilanciamento delle forze quindi cambiò a Formosa. Senza l'aiuto di Manila, gli spagnoli avrebbero avuto ben pochi mezzi per sopportare un attacco olandese, come per l'appunto avvenne con la seconda battaglia di San Salvador.
Gli spagnoli celebrarono la partenza degli olandesi con una processione di ringraziamento a Dio per lo scampato pericolo. Ma gli olandesi avevano già inferto un duro colpo agli spagnoli sull'isola: siglando la pace con gli aborigeni nel Denshui, infatti, gli olandesi avevano de facto ottenuto il controllo dell'area. Inoltre, la mossa di dare alle fiamme Kimaurri e prendersi gioco degli spagnoli proprio sotto la loro fortezza principale sull'isola, aveva denigrato l'onorabilità militare degli spagnoli. Il governatore spagnolo si lamentò col governatore generale Corcuera di non poter più sopportare la situazione e di non riuscire più a persuadere gli aborigeni a cooperare: "Sono dei traditori e sono stati aizzati contro di noi, perché è nella loro natura aiutare chi li tradirà sicuramente."